# Livro de Jin
O Livro de Jin é um texto histórico chinês oficial que cobre a história da dinastia Jin de 266 a 420. Foi compilado em 648 por um número de funcionários comissionados pela corte imperial da dinastia Tang, com Fang Xuanling como o editor principal, retirando principalmente de documentos oficiais deixados em arquivos anteriores. O conteúdo do Livro de Jin, no entanto, incluía não apenas a história da dinastia Jin, mas também a do período de Dezesseis Reinos, que foi contemporâneo da dinastia Jin Oriental.

## Compilação
Mais de 20 histórias do Jin foram escritas durante as dinastias do norte e do sul, das quais 18 ainda existiam no início da dinastia Tang. No entanto, o Imperador Taizong considerou todas elas deficientes e ordenou a compilação de uma nova história padrão para o período, como parte de um projeto de 6 histórias mais amplo para preencher as lacunas entre os Registos dos Três Reinos, o Livro de Song, o Livro de Qi, o Livro de Wei e o próprio tempo do Imperador. Como parte dessa ambição, os seus tratados cobrem não apenas o Jin, mas também os Três Reinos anteriores, compensando a falta de tal secção nos Registros dos Três Reinos.
O livro foi compilado às pressas entre 646 e 648, por um comité de 21 pessoas lideradas pelo editor-chefe Fang Xuanling. Como alguns capítulos foram escritos pelo imperador Taizong de Tang, a obra às vezes recebe o título honorífico "de autoria imperial".
O Livro de Jin teve o período de gestação mais longo de qualquer história oficial, não vendo a luz do dia até 229 anos após o fim da dinastia que descreve.